# 行政委員会
行政委員会（ぎょうせいいいんかい）とは、国や地方公共団体の一般行政部門に属する合議制の形態をとる行政庁の一つ。
法律や条例によって定められた行政機関の一つであり、職権行使の上では監督官庁等から独立した形で特定の行政権を行使する地位が認められている。また、行政的機能のほかに、規則制定等の準立法的機能、争訴の判断等の準司法的機能を有する委員会も存在する。

## 設置の目的
- 政治的中立性の確保（政治部門が短期的政策手法を選好しがちであることに鑑みて長期的公益の確保、政治的濫用の防止）
- 行政事務の専門技術への対応（高度な専門技術的判断の必要性）
- 行政運営の合理化･能率化
- 準司法的手続の必要性
- 行政の民主化

## 国に設置される行政委員会

### 会計検査院との比較
会計検査院は内閣から完全に独立した地位を認められている「憲法上の機関」であり、合議制の行政庁ではあるが内閣を頂点とする一般行政部門には属さず、従って組織法学上の行政委員会の範疇には含まれない（ただし、行政委員会を（内閣下の一般行政部門に属するか否かは問わず）単に「合議制の形態をとる行政庁」と解する見解もあり、これによれば、会計検査院も「行政庁」ではあるので、一応は行政委員会の範疇に含まれることになる）。
会計検査院の行う会計検査は、内閣の所轄に属するすべての行政機関だけでなく、内閣本体、立法を担う国会（衆参の各議院及びその内部組織のほか、両院が共同して設置する機関も含む）、司法を担う裁判所（最高裁判所を含むすべての裁判所）という国家の根幹をなす憲法上の機関をも本来的な対象としていることから、このような権限を持つ会計検査院を内閣の下の行政機関として置くことは三権分立の原則に照らして不適切である（仮に会計検査院を内閣の管轄下に置いた場合、憲法上、内閣は会計検査院に対する上級行政庁と位置付けられることになる。そうすると、内閣は会計検査院の検査を通じて、国会や裁判所に対して憲法が想定しない形の圧力をかけることも理論上可能となってしまう）ことが、憲法90条2項の規定を受けた会計検査院法1条が「会計検査院は、内閣に対し独立の地位を有する」と定めることの根拠である。なお、帝国憲法下においても会計検査院は憲法機関（第72条）であるとともに「天皇に直属する独立の官庁」としての位置づけをされ、院長は親任官である（大正5年法律第36号による改正後の旧会計検査院法により親任官待遇から親任官に昇格）など、従前から特別な地位と権能を有していた。
行政委員会の制度は、政治の影響力を最小限に抑える必要性が認められるような行政権の行使が求められる場合において、それを担うにふさわしい形態の（合議により意思決定をする）行政機関を設けるための組織法理論であることから、会計検査院の内閣からの強固の独立性は、そのような場合に、主管行政庁がその付与された権限を内閣の影響を受けずに行使することを保障しうべき制度を考える場合の一つの「手本」となると思われる。その一方で、上述の経緯を背景に憲法典に設置根拠をもつ会計検査院は格別、そのような規定が憲法上存在しない場合でも法律で規定すれば（内閣から完全に独立した）会計検査院型の行政機関を設け得るとするならば、憲法によって内閣に付与された権限を国会の判断によっていかようにでも制限ないしは剥奪する余地が生じ、違憲性の問題を回避し得ない。
そのため、内閣（内閣本体や各府省の大臣）の所轄下にありながらも、その権限は、これ（これら）から独立して行使できるとする人事院を始めとする行政委員会の制度は、会計検査院を理想モデルにしつつ憲法65条・73条との抵触を避けた、組織法学的な「力作」であるともいえる。
なお、行政委員会の制度は憲法上内閣が有する行政権のうちの特定の内容について、それを分掌する合議制の機関を創設することが望ましいと考えられる場合にそれを可能とするための法理論であるにとどまることから、個々の行政委員会の権限の縮小・審議会化・廃止などは、憲法上の機関である会計検査院（廃止には憲法改正が不可欠であり、名称の変更や権限の縮小についても憲法改正を必要とする場合がある）とは異なり、当然に国会の政治的裁量権が格段に広く働くことには注意が必要である。実際に、日本国の独立回復後、進駐軍という後ろ盾を失った人事院の違憲性が激しく討議されたとともに、合理化の名の下で、電波監理委員会など多くの行政委員会が淘汰されている。

### 行政委員会を合憲とする根拠
「政治的中立性を求められる事項を所掌させるに適した組織形態の必要性」が実質的な根拠である。形式的根拠については、憲法に明文規定がないため以下のような学説が主張されているが、いずれも決定的なものではない。
1. 行政委員会は、内閣の下にある。
  - 内閣は、委員任命権や予算権を掌握している。
  - この理由を強調すると、最高裁判所長官の指名権及び最高裁判所長官を除くすべての裁判官の任命権が内閣に属すること（憲法6条2項・79条1項・80条1項）、予算編成権が内閣に属すること（憲法86条）などの点で、内閣とは三権分立の関係にある裁判所すらも内閣の下にあるのではないか、という矛盾が生じる。
2. 憲法は、内閣がすべての行政について指揮監督権を持つことを要求してはいない。
  - 日本国憲法第65条は、「すべての行政権は」というように帰属を限定していない。
  - この理由を強調すると、憲法に根拠規定がなくても、国会が法律で定めさえすれば、会計検査院型（内閣の所轄外）の行政機関を自由に幾つでも創設できるという帰結につながる。会計検査院が内閣から独立した地位を保障されなければならない実質的理由の一つは「その必要的検査対象に、国会や裁判所も含まれている」ためであるが、そのような憲法上の要請がないにもかかわらず、憲法65条が単に「すべての行政権は」と規定していないという形式的な理由だけで、法律によりさえすれば自由に内閣の所轄外の行政機関を設けられるのかには、強い疑義がある。

### 国に設置される行政委員会の一覧
独立行政委員会とも呼ばれる。人事院は国家公務員法3条、内閣府に設置される委員会は内閣府設置法49条・64条（および各設置根拠法令）、その他の省庁に設置される委員会は国家行政組織法3条（および別表第1）に、それぞれ基づいて設置される。
- 国家公務員法3条に基づき内閣に設置されるもの
  - 人事院（人事官会議・人事官は総裁を含め、全員が認証官）
- 内閣府設置法49条・64条に基づき設置される内閣府の外局（三条委員会に準じるもの）
  - 公正取引委員会（委員長は認証官）
  - 国家公安委員会（大臣委員会）
  - 個人情報保護委員会
  - カジノ管理委員会
- 国家行政組織法3条に基づき他の法律の定めるところにより設置される省の外局（三条委員会）
  - 公害等調整委員会（総務省）
  - 公安審査委員会（法務省）
  - 中央労働委員会（厚生労働省）
  - 運輸安全委員会（国土交通省）
  - 原子力規制委員会（環境省・委員長は認証官）

- 独立行政委員会に準じる存在
  - 日本銀行（認可法人であるものの、金融政策は行政の範疇に属すると考えられている。）

※かつては、以下の委員会なども設置されていた。
- 統計委員会 - 1946-1952年。行政管理庁に統合され廃止。
- 電波監理委員会 - 1950-1952年。郵政省に統合され廃止（現在の電波監理審議会では準司法的機能により行政審判を行なっている）。
- 公益事業委員会 - 1950-1952年。通商産業省に統合され廃止。
- 金融再生委員会 - 1998-2001年。中央省庁再編に際して消滅した大臣委員会。その庁内庁だった金融庁が内閣府の外局に改組された。
- 司法試験管理委員会 - 2004年に、国家行政組織法8条に基づいて司法試験委員会が新たに設置され廃止。
- 船員労働委員会 - 2008年に、中央労働委員会等に分割・移管され廃止。

## 普通地方公共団体に置く委員会又は委員
- この節では、地方自治法は条数のみ記載する。

138条の4、180条はの5に基づく。

### 権限
委員会及び委員は、政治的中立性を確保する観点から、普通地方公共団体の長の指揮監督を受けない。また、委員は、議会の同意等を経た上で選任される。すなわち、執行機関が一の機関に集中して行政の公正さが損なわれることを防ぐため、日本の地方自治制度は、委員会及び委員制度を設けることにより執行機関の多元主義を採っているのである（なお、日本国憲法は第92条において「地方公共団体の組織及び運営に関する事項は、地方自治の本旨に基いて、法律でこれを定める」としているのみであり、地方公共団体の長の権限について、内閣の場合のような厳格な規定は置いていない）。
普通地方公共団体の委員会及び委員は、法律の定めるところにより、法令又は普通地方公共団体の条例若しくは規則に違反しない限りにおいて、その権限に属する事務に関し、規則その他の規程を定めることができる（第138条の4第2項）。
委員会及び委員は、その権限に属する事務の一部を、長と協議して、長の補助機関等に委任又は補助執行させることができる（180条の7）。

### 権限に属しない事項
権限に属しない事項は、以下の通りである。
1. 普通地方公共団体の予算を調製し、及びこれを執行すること。
2. 普通地方公共団体の議会の議決を経べき事件につきその議案を提出すること。
3. 地方税を賦課徴収し、分担金若しくは加入金を徴収し、又は過料を科すること。
4. 普通地方公共団体の決算を議会の認定に付すること。

### 委員
委員は非常勤の特別職地方公務員であり、委員長は委員の中から選ばれる。ただし、教育委員会の代表者である教育長は、委員ではない常勤の特別職地方公務員である。委員会及び委員及び長が協議し職員を融通する方法としては、兼職・事務従事・充て職がある。特に事務量が多く、専任職員を必要とする委員会及び委員では普通地方公共団体の長の直近下位の内部組織からの出向の形を取る。

### 普通地方公共団体に置かなければならない委員会及び委員
- 教育委員会[10]
- 選挙管理委員会[11]　（指定都市の区又は総合区に置く。）
- 人事委員会又は公平委員会[12]
- 監査委員

### 都道府県に置かなければならない委員会
- 公安委員会[13]
- 都道府県労働委員会[14]（都道府県の労働委員会）
- 収用委員会[15]
- 海区漁業調整委員会[16]（内陸県を除く。）
- 内水面漁場管理委員会[16]

### 市町村に置かなければならない委員会
- 農業委員会[17]
- 固定資産評価審査委員会[18]　（特別区の区域にあっては都に置く。）